# Geomys breviceps
Geomys breviceps — це вид кишенькового ховраха, який походить з півдня США. Кишеньковий ховрашок Берда є рідним для східного Техасу, західної Луїзіани, східної Оклахоми та південно-західного Арканзасу. Це рийна істота, тобто вона риє тунелі і зазвичай живе під землею, за винятком сезонів дощів. Він має гострі, довгі, вигнуті передні кігті, розроблені спеціально для копання. Як правило, він безпечний від хижаків, оскільки живе під землею, хоча інші рийні гризуни, такі як борсуки та довгохвості ласки, можуть становити загрозу. Він полігамний і має високий рівень розмноження, що є однією з головних причин його виживання. У середньому кишеньковий ховрашок Берда має від двох до трьох малюків на виводок. У дикій природі живе від 1 до 2 років.

## Морфологічна характеристика
Кишеньковий ховрашок Берда досягає загальної довжини від 192 до 222 мм, включаючи хвіст від 54 до 67 мм. Має задні лапи довжиною від 23 до 28 мм. Голова й тулуб приблизно однакової ширини, а шия лише трохи вужча. Тіло трохи звужується від плечей до задньої частини. Як і близькоспоріднені види, тварина має дуже малі очі й майже непомітні вуха. Колір хутра на маківці варіюється від світло-коричневого до чорного волосся, тоді як нижня сторона зазвичай світліша. Короткий і густий хвіст має лише кілька волосків біля основи. Вид має видатні вигнуті кігті на передніх лапах і невеликі кігті на ногах. Зубна формула кишенькового ховраха Берда I 1/1, C 0/0, P 1/1, M 3/3, що дає в зубному ряду 20 зубів.